# Orange (Bélgica)
Orange es el segundo más grande de los tres operadores de telecomunicaciones móviles de Bélgica.
Compite con Proximus, propiedad de la empresa estatal Grupo Proximus y la Base, subsidiaria de la belga Telenet.
Creado por France Télécom en 1996 bajo el nombre de Mobistar, fue renombrada como Orange en mayo de 2016 (tras el cambio de su propia empresa matriz de nombre en 2013).

## Historia
Fue fundada en 1996 como joint-venture entre Telinfo y France Télécom, construyendo una red GSM 900 y fundando una red complementaria DCS 1800.
Inicialmente Mobistar creció en cobertura de red mediante la firma de contratos con proveedores como Motorola & Talkline o Cellway. Mobistar reclama haber sido el primer operador de GPRS en Bélgica.
En mayo de 2007 Mobistar adquirió el 90% de las acciones de VOXmobile, una compañía de telefonía móvil de Luxemburgo.
Mobistar fue renombrada como Orange en mayo de 2016.

## Empresa
Orange Bélgica es mayoritariamente controlada por el holding Atlas Service Belgiu (ASB) de Orange, que posee una participación accionarial del 52,91%. Orange Bélgica es por lo tanto una subsidiaria de la división de telefonía móvil de Orange. Es miembro de la alianza FreeMove.